# Švitrigaila
Švitrigaila (Pools: Świdrygiełło; vóór 1370 - Loetsk, 10 februari 1452) was de grootvorst van Litouwen van 1430 tot 1432. Hij was het grootste deel van zijn leven verwikkeld in een dynastieke strijd met zijn neven Vytautas en Sigismund Kęstutaitis.

## Vroege jaren en opstand van Vitebsk
Švitrigaila was de zoon van Algirdas, grootvorst van Litouwen, en zijn tweede vrouw Oeljana van Tver. Zijn geboortedatum is niet bekend, maar aangenomen wordt dat hij de jongste of op een na jongste zoon van Algirdas was.
Hij verschijnt voor het eerst in de annalen in oktober 1382, toen hij getuige was bij het Verdrag van Dubysa tussen zijn oudere broer Jogaila en de Duitse Orde. Historici vermoedden dat hij op dat moment niet jonger dan 12 was, wat zijn geboortedatum ergens voor 1370 zou plaatsen. In een klacht bij het Concilie van Bazel beweerde Švitrigaila dat hij en Jogaila de favoriete zonen van Algirdas waren. Voor zijn dood in 1377 vermaakte Algirdas zijn troon aan Jogaila, maar liet deze zweren Švitrigaila tot zijn erfgenaam te maken. De afgevaardigden van Jogaila ontkenden de regeling niet, maar beweerden dat deze in onderling overleg tussen de broers was gewijzigd.
In 1386, als onderdeel van de kerstening van Litouwen en de unie tussen Polen en Litouwen, werd Švitrigaila samen met zijn broers te Krakau in de rooms-katholieke ritus gedoopt. Zijn doopnaam was Boleslaus.
Ondanks talrijke machtsstrijden in Litouwen, zoals de rebellie door Andrej van Polotsk, de verovering van het vorstendom Smolensk, en de Litouwse Burgeroorlog van 1389-1392, komt Švitrigaila tot 1392 niet in de politiek voor.
Na de dood van zijn moeder Oeljana van Tver benoemde Jogaila de valkenier Fedor Vesna tot regent van het prinsdom Vitebsk. Dit ontstemde Švitrigaila en hij kwam tegen zijn broer in opstand. Vytautas, die net het Verdrag van Ostrów had gesloten om grootvorst van Litouwen te worden, en Skirgaila verzamelden een leger en veroverden Droetsk, Orsja en Vitebsk. Švitrigaila werd gevangengenomen en naar Krakau gebracht. Daar was hij het hoofd van een commissie voor de afbakening van de grens tussen Litouwen en de Duitse Ordestaat in 1393.

## Strijd tegen Vytautas
Waarschijnlijk rond 1396 of 1397 ontsnapten Švitrigaila en Fedor, de zoon van Liubartas die uit Galicië-Wolynië was verdreven, uit Krakau naar het hertogdom Cieszyn. Dit was een leengoed van het Koninkrijk Bohemen, en vandaar trok hij naar het hof van Sigismund van Luxemburg, toen koning van Hongarije.
Švitrigaila nam contact op met de Duitse Orde, een langdurige vijand van Litouwen, en stelde een alliantie tegen Vytautas voor. Vytautas had hetzelfde gedaan in 1382 en 1390, toen hij tegen Jogaila streed. De Orde sloot echter in oktober 1398 met Vytautas het Verdrag van Salynas, en Švitrigaila verloor hiermee de hoop op een gewapende opstand. Hij verzoende zich met Vytautas, en ontving Navahroedak en een deel van Podolië dat niet door Spytek van Melsztyn geregeerd werd.
In 1399 overleefde Švitrigaila de rampzalige Slag van de Vorskla tegen de Gouden Horde. Spytek van Melsztyn werd in de strijd gedood en Švitrigaila ontving ook zijn deel van Podolië.

### Verbond met de Duitse Orde
In januari 1401 sloten Vytautas en de Litouwse edelen het Verdrag van Vilnius, dat bevestigde dat Litouwen na de dood van Vytautas door Jogaila en zijn erfgenamen zou worden geregeerd. Dit vernietigde Švitrigaila's hoop om ooit grootvorst van Litouwen te worden. Daarom nam hij een maand later contact op met Ziemovit IV van Mazovië om te proberen een alliantie tegen Vytautas te vormen.
Vytautas instigeerde de Eerste Samogitische Opstand tegen de Orde, die in maart 1401 uitbrak. In augustus begonnen Joeri van Smolensk en zijn schoonvader Oleg II van Rjazan een opstand om het vorstendom Smolensk te heroveren. Švitrigaila besloot gebruik te maken van deze conflicten. Op 2 maart 1402 sloot hij een verdrag met de Duitse Orde dat het Verdrag van Salynas in wezen bevestigde. In juli 1402 viel de Orde met Švitrigaila Litouwen binnen. Ze trok richting Vilnius, maar Vytautas had over het geplande verraad gehoord en executeerde zes inwoners van de stad. De Orde waagde geen belegering van de stad en keerde terug. Vytautas wilde zich concentreren op de opstand in Smolensk, en in de zomer van 1403 begonnen vredesonderhandelingen met de Orde. In december 1403 werd een wapenstilstand getekend, en in mei 1404 werd de Vrede van Raciąż getekend. De Orde ontving territoriale concessies in Samogitië. Švitrigaila ontving Podolië, Zjydatsjiv, een jaarlijkse som van 1.400 mark uit de Wieliczka-zoutmijn van Jogaila, en de vorstendommen Brjansk, Tsjernigov en Troebetsk van Vytautas.

### Verbond met Moskou en gevangenschap
Voor een paar jaar was Švitrigaila loyaal aan Vytautas en hielp hij om Smolensk te onderwerpen en te onderhandelen met de Duitse Orde over het land van Dobrzyń. De nieuwe bezittingen van Švitrigaila lagen bij de grens met het groothertogdom Moskou dat zich ontwikkelde als de belangrijkste rivaal van Litouwen. Hij besloot nogmaals tegen Vytautas te rebelleren; dit keer met de hulp van Vasili I van Moskou, die ook Vytautas' schoonzoon was. In mei 1409 liep Švitrigaila met een groot aantal edelen over naar Moskou. Vasili beloonde Švitrigaila met Vladimir, Volokolamsk, Pereslavl, Rzjev, en de helft van Kolomna. Vytautas verzamelde een leger, inclusief 5.000 Poolse soldaten en een aantal ridders van de Duitse Orde, en trok richting Rusland. De twee legers ontmoetten elkaar aan de Oegra maar het kwam niet tot strijd. Het Litouwse leger was uitgeput en hongerig, terwijl de Russen zich tegen een invasie van de Gouden Horde moesten verdedigen. Een vrede werd gesloten die de Oegra als de grens tussen Rusland en Litouwen vastlegde.
Volgens een verslag van de Duitse Orde eiste Vytautas dat Vasili als voorwaarde voor vrede Švitrigaila moest overhandigen. Vasili beweerde echter dat deze was ontkomen en zich bij de Gouden Horde had gevoegd. Daar zou hij hem een huwelijks met een dochter van een Tataarse emir zijn aangeboden.
In juni 1409 was Švitrigaila echter al terug aan het hof van Vytautas. Nog steeds onrustig probeerde hij opnieuw samen te zweren met de Duitse Orde, maar zijn brieven werden onderschept. Švitrigaila werd gearresteerd en gevangengezet. Uiteindelijk belandde hij in het kasteel van Kremenets. Daar had hij op zijn minst enige vrijheid, gezien hij donaties van land ondertekende.

### Ontsnapping en verzoening
Švitrigaila zat negen jaar gevangen tot zijn ontsnapping werd georganiseerd door Dasjko Ostrogski, Aleksander Nos en Alexander van Smolensk]. In de nacht van 24 maart 1418 vielen de samenzweerders met 500 mannen het kasteel van Kremenets binnen (de poort was door twee infiltranten geopend), bevrijdden Švitrigaila, en trokken naar Loetsk. De stad werd veroverd en Švitrigaila kreeg steun van de plaatselijke adel. In plaats van oorlog te voeren trok hij zich echter terug naar Walachije. Hij leefde enige tijd bij Ernst I van Oostenrijk en Sigismund.
Tegelijkertijd brak in Samogitië een opstand tegen Vytautas uit. De Duitse Orde wilde van de opstand gebruikmaken, en moedigde Švitrigaila aan om Vytautas omver te werpen. In plaats daarvan verzoende Švitrigaila zich met Jogaila, tijdens een ontmoeting in mei 1419 te Košice tussen Jogaila en koning Sigismund. Švitrigaila verkreeg Opoczno en een jaarlijks inkomen uit de Wieliczka-zoutmijn.
Na de bemiddeling door Sigismund tussen Litouwen en de Duitse Orde begonnen Polen en Litouwen met de voorbereidingen voor de Pools-Teutoonse Oorlog. De Poolse edelen zagen het belang om Švitrigaila afzijdig te houden, nu deze van de Duitse Orde nog steeds voorstellen voor een alliantie ontving. Zij stuurden een delegatie naar Vytautas om hem te overtuigen zijn neef te vergeven. Uiteindelijk wist men Vytautas te vermurwen, en de officiële overeenkomst werd in augustus 1420 afgerond. Švitrigaila zwoer trouw en kreeg de vorstendommen Brjansk, Tsjernigov, Troebetsk en Novgorod-Siverski.
Na de verzoening nam Švitrigaila actief deel aan de staatspolitiek. In het voorjaar van 1421 won hij een veldslag tegen de Tataren, in de zomer 1422 nam hij deel aan de Pools-Teutoonse Oorlog en het daaropvolgende Verdrag van Mełno, in 1424-1426 vertrok hij op een diplomatieke missie naar Riga, en hij nam deel aan Vytautas veldtocht tegen Novgorod.

## Grootvorst van Litouwen
Na de dood van Vytautas in oktober 1430 verkozen de Litouwse edelen eenzijdig Švitrigaila als grootvorst. Dit schond de voorwaarden van de Unie van Horodło van 1413, waarbij de Litouwers beloofden een nieuwe grootvorst niet zonder goedkeuring van het Koninkrijk Polen te kiezen. Om de steun van de Wit-Russische en Oekraïense adel te verkrijgen verleende Švitrigaila gelijke rechten aan katholieke en orthodoxe edelen, een van de blijvende resultaten van zijn korte regeringsperiode. De Poolse adel, onder leiding van Zbigniew Oleśnicki, was woedend en eiste dat Švitrigaila trouw verklaarde aan zijn broer Jogaila, koning van Polen. Švitrigaila weigerde en verklaarde de volledige onafhankelijkheid. Het conflict werd verder gecompliceerd door territoriale geschillen in Podolië en Wolynië, dat volgens een overeenkomst van 1411 slechts gedurende het leven van Vytautas door Litouwen zou worden geregeerd.
Švitrigaila vocht bij Loetsk in Wolhynië tegen de Pools-Litouwse strijdkrachten, en tegelijkertijd begon hij met het organiseren van een bredere anti-Poolse coalitie. In juni 1431 werd een akkoord bereikt met de Duitse Orde. De Orde verklaarde de oorlog en viel zonder veel tegenstand Polen binnen, wiens strijdkrachten Švitrigaila in Wolynië bevochten. In september werd in Stary Tsjortoryjsk een twee jaar durende wapenstilstand tussen Polen, Litouwen en de Duitse Orde ondertekend. De wapenstilstand was gunstig voor Polen en het is niet duidelijk waarom Švitrigaila ermee instemde. De wapenstilstand loste echter het onderliggende geschil niet op. De oorlog veranderde in diplomatieke strijd: Polen probeerde de Litouwse edelen te bewegen zich tegen Švitrigaila te keren.

### Staatsgreep en burgeroorlog
Bij de Slag van Ašmena vielen samenzweerders onder leiding van Sigismund Kęstutaitis Švitrigaila en zijn gevolg aan, die in de nacht van 31 augustus 1432 in Ašmena verbleven. Sigismund, die voorheen geen grote rol in de Litouwse politiek speelde en aanvankelijk Švitrigaila steunde, werd grootvorst en hervatte het beleid van de vereniging met Polen.
Litouwen werd verdeeld in twee kampen: de aanhangers van Sigismund Kęstutaitis (de Litouwse landen, Samogitië, Podlachië, Hrodna, Minsk) naar het katholieke Polen, de aanhangers van Švitrigaila (Polotsk, Vitebsk, Smolensk, Kiev, Wolynië) naar het orthodoxe oosten. Drie jaren van verwoestende vijandelijkheden begonnen. Švitrigaila schakelde de hulp in van Sayid Ahmad I, khan van de Gouden Horde. Beide partijen leden zware verliezen en in 1435 ging de uiteindelijke overwinning in de Slag van Pabaiskas naar Sigismund. Na de nederlaag vluchtte Švitrigaila naar Polotsk.
Na het verlies van zijn invloed bij de oostelijke vorstendommen probeerde hij zich in september 1437 met Polen te verzoenen: hij zou de landen die hem nog steeds ondersteunden regeren (met name Kiev en Wolynië), en deze na zijn dood nalaten aan de koning van Polen. Onder sterk protest van Sigismund ratificeerde de Poolse Senaat dit verdrag echter niet.
Švitrigaila trok zich in 1438 terug in Walachije.

## Latere jaren
In 1440 werd Sigismund Kęstutaitis vermoord door edelen die Švitrigaila ondersteunden. Švitrigaila keerde terug om over Podolië en Wolynië te heersen. Al boven de zeventig (volgens sommige bronnen al 85), was hij te oud om zijn strijd voor de Litouwse troon voort te zetten. Ook kreeg hij hiervoor geen steun van de Raad der Edelen, zodat in juni 1440 Casimir, de broer van Jagiello als grootvorst werd gekozen.
Kort voor zijn dood in Loetsk in 1452 liet hij al zijn bezittingen in Podolië en Wolynië aan de Litouwse staat.